# Jean Wolff
Edmond-Marie-Jean Wolff (Trogues, 15 aprile 1905 – Chevilly-Larue, 20 gennaio 1990) è stato un missionario e arcivescovo cattolico francese.

## Biografia
Nato in Francia, abbracciò la vita religiosa nella congregazione dello Spirito Santo e fu ordinato prete il 22 luglio 1928.
Fu assegnato alle missioni della sua congregazione in Madagascar e l'8 luglio 1941 fu eletto vescovo titolare di Fatano e vicario apostolico di Majunga.
Nel 1947 fu trasferito al vicariato apostolico di Diégo Suarez: con l'erezione della gerarchia cattolica in Madagascar, il 14 settembre 1955 fu trasferito alla sede residenziale di Diégo Suarez.
Nel 1955 fondò la congregazione indigena delle suore del Cuore Immacolato di Maria.
Fu promosso arcivescovo di Diégo Suarez l'11 dicembre 1958.
Si dimise dalla carica di arcivescovo il 13 aprile 1967 e fu trasferito alla sede titolare di Gummi di Bizacena: rimase in Madagascar lavorando come semplice missionario nell'isola di Sainte-Marie.
Rimise a disposizione il titolo di Gummi di Bizacena nel 1971 e assunse quello di arcivescovo emerito di Diégo Suarez.
Ritirò in patria nel 1978 e si spense nel 1990.

## Genealogia episcopale e successione apostolica
- Cardinale Scipione Rebiba
- Cardinale Giulio Antonio Santori
- Cardinale Girolamo Bernerio, O.P.
- Arcivescovo Galeazzo Sanvitale
- Cardinale Ludovico Ludovisi
- Cardinale Luigi Caetani
- Cardinale Ulderico Carpegna
- Cardinale Paluzzo Paluzzi Altieri degli Albertoni
- Papa Benedetto XIII
- Papa Benedetto XIV
- Papa Clemente XIII
- Cardinale Giovanni Carlo Boschi
- Cardinale Bartolomeo Pacca
- Papa Gregorio XVI
- Cardinale Castruccio Castracane degli Antelminelli
- Cardinale Paul Cullen
- Arcivescovo Joseph Dixon
- Arcivescovo Daniel McGettigan
- Cardinale Michael Logue
- Cardinale Patrick Joseph O'Donnell
- Vescovo John Gerald Neville, C.S.Sp.
- Vescovo Auguste Julien Pierre Fortineau, C.S.Sp.
- Arcivescovo Jean Wolff, C.S.Sp.

La successione apostolica è:
- Vescovo Francesco Vòllaro, O.SS.T. (1960)
- Arcivescovo Albert Joseph Tsiahoana (1964)